# Aljaseera Marilyn Rojas Otero
Aljaseera Rojas Otero (nacida como Aljaseera Marilyn Rojas Otero, el 22 de mayo de 2002 en David (ciudad), (Panamá) es una jugadora de fútbol profesional.  Se desempeña como defensa lateral, volante y como delantera.

## Reseña biográfica
Futbolista con 6 años de experiencia jugando en la liga panameña de fútbol en Panamá, en Costa Rica y en Kosovo. En este período ha participado en campeonatos, en los que ha destacado por su capacidad de velocidad y desempeñarse bajo presión.
Inició en el fútbol a los cuatro años de edad en la academia el Robledal FC cuando cumplió los seis años la contrata el Club Stars FC  para jugar con ellos la liga distritorial y otros torneos.  Luego se desplaza a Ciudad Panamá y ahí participa en dos equipos de fútbol femenino: Fenix fc y San Cristóbal FC.  Después de su breve paso por el San Cristóbal pasa a jugar en el Tauro FC de la primera división femenina de Panamá, en el cual fue bicampeona.

## Experiencia profesional
- Tauro Fútbol Club  Panamá (2018-2021)
- Mario Méndez Fútbol Club  Panamá (2021-2022)
- KFF Mitrovica  Kosovo (2022)
- Club Sport Herediano Femenino  Costa Rica (2022-2023)
- Municipal Pérez Zeledón Femenino  Costa Rica (2023)
- Sporting San Miguelito  Panamá (2023-2024)
- Panama City Fútbol Club  Panamá (2024)
- Dimas Escazú  Costa Rica (2024)

## Palmarés
- Subcampeonato / 2019 (Liga de Fútbol Femenino (Panamá))

- Subcampeonato / 2020 (Liga de Fútbol Femenino (Panamá))

- Champion’s Cup International, Women’s Club’s Tournament. Turquía Campeona Liga i femrave mitrovica / 2022

## Participación en selección
- Selección de Panamá (sub-20) / 2020